# 紫とうがらし
紫とうがらし（むらさきとうがらし）は、ナス科の果菜で、奈良県在来のトウガラシの品種である。

県内で古くから栽培され、親しまれてきた伝統野菜の一つとして「大和野菜」に認定されている。

## 歴史
100年以上前から奈良市米谷町で農家の自家消費用として栽培されてきたが、一般の市場には出回らず、ほとんど知られていなかった。地元の生産者を中心に普及活動が行われ、2006年（平成18年）12月20日、奈良県から大和の伝統野菜として 「大和野菜」 に認定されたことで知られるようになり、県内各地の農産物直売所でも目にする機会が増えた。

## 特徴
- 大きさは約5cmとシシトウほどで、一般的な辛トウガラシと同じ先が尖った形をしている。
- 花弁と実はナスのように光沢のある濃い紫色で、他のトウガラシと容易に区別できる。日の当たり加減により影の部分が緑色になったりする。
- 実の肉質は若い間の方が肉厚で、シシトウと同じくらいだが、赤くなる頃には少し薄くなる。非常に多収。
- 紫色の実は、加熱すると薄黄緑色に変わるが、赤いものは加熱しても赤いままである。
- 辛みはほとんどない。アントシアニンを含む珍しいトウガラシで、ビタミンCと鉄分が他のシシトウよりも豊富。

## 産地
奈良県奈良市、天理市を中心に生産される。

## 利用法
肉厚で熱を加えると 緑色に変色する。辛みはほぼ無く、完熟すると全体に見事な朱色になり甘みが増す。
天ぷら、炒め物、煮物、串焼き、揚げびたし、佃煮などに幅広く使える。
柔らかくて辛くないので、生でも食べることができ、他のトウガラシにはない濃厚でナスのような独特の風味を楽しめる。
地元では「食べた者にしか分からない味」と言われている。